# Free Software Foundation
A Free Software Foundation (FSF, Fundação Software Livre) é uma organização sem fins lucrativos, fundada em 4 de outubro de 1985 por Richard Stallman e que se dedica a eliminação de restrições sobre a cópia, estudo e modificação de programas de computadores – bandeiras do movimento do software livre, em essência. Faz isso promovendo o desenvolvimento e o uso de software livre em todas as áreas da computação mas, particularmente, ajudando a desenvolver o sistema operacional GNU e suas ferramentas.
Até meados da década de 1990 a fundação dedicava-se mais à escrita do software. Como hoje existem muitos projetos independentes de software livre, a FSF dedica-se mais aos aspectos legais e estruturais da comunidade do software livre. Entre suas atribuições atuais, encarrega-se de aperfeiçoar licenças de software e de documentação, de desenvolver um aparato legal acerca dos direitos autorais dos programas criados sob essas licenças, de catalogar e disponibilizar um serviço com os softwares livres desenvolvidos (o Free Software Directory), e de discutir e aperfeiçoar a própria definição de software livre. A FSF mantém artigos históricos que abrangem a filosofia do software livre e mantém a definição do termo Software Livre, deixando claro quais são as características necessárias para que seja considerado livre.
A FSF patrocina o Projeto GNU (um esforço contínuo para fornecer um sistema operacional completo e licenciado como software livre) e detém direitos autorais sobre uma grande proporção do sistema operacional GNU e outros softwares livres. Esta atitude visa defender o software livre dos esforços em torná-lo proprietário.
Todos os anos a FSF coleta milhares de atribuições de direitos autorais de desenvolvedores e corporações que trabalham com software livre. A FSF registra os direitos autorais em um escritório de direitos autorais dos EUA e faz cumprir a licença sob a qual o software foi distribuído, normalmente a GNU General Public License. Isto é feito para garantir que os distribuidores de software livre respeitem a obrigação de garantir a liberdade a todos os usuários em compartilhar, estudar e modificar o código-fonte do software. A FSF realiza este trabalho por meio da FSF Free Software Licensing and Compliance Lab, que foi formalizada em dezembro de 2001.
Atualmente, seguindo o mesmo método utilizado pela Wikipédia, a FSF está realizando uma campanha para arrecadação de fundos.

## Licenças GNU
A FSF publica diferentes licenças escritas com o propósito de promover e preservar a liberdade do software.
- GNU GPL - GNU General Public License
- GNU AGPL - GNU Affero General Public License
- GNU FDL - GNU Free Documentation License
- GNU LGPL - GNU Lesser General Public License

## Projetos Atuais
Projeto GNU
O sistema de operação do GNU é um sistema completo feito com apenas softwares livres. Milhões de pessoas usam o GNU todos os dias para editar seus documentos, acessar a internet, jogar, usar o e-mail e usar parte do GNU/Linux no seu próprio computador.
Campanha Free Bios
A BIOS controla as operações básicas de Entrada/Saída do Sistema. Apesar dos usuários raramente conhecerem a BIOS, é uma tarefa fundamental garantir essa liberdade pois se não é livre os usuários não podem confiar em não modificar seus computadores acerca de quem escreveu. A campanha promove BIOS livres como Libreboot e Librecore.
The Free Software Directory
É uma lista de pacotes de Hardwares e Drivers que foram verificados e compatíveis com Softwares Livres. Cada pacote contem um total de 47 componentes de informação tais como homepage do projeto, desenvolvedores, linguagem de programação e etc. O objetivo é providenciar um sistema de busca para o Software Livre e também checar dados passados por usuários. A FSF recebeu uma pequena contribuição da UNESCO para esse projeto e pretende traduzir em varias línguas no futuro.
Manutenção da Definição de Software Livre
A FSF mantem uma variedade de documentos que definem o movimento do Software Livre.
h-node
É uma lista de Hardwares e Drivers que foram verificados e compatíveis com Softwares Livres.
OpenDocument
Esse projeto luta para que todos os documentos oficiais de governos adotem politicas internas para usarem apenas formatos de distribuição que são comuns, gratuitos e livres de direitos de propriedade, como o formato OpenDocument (ODF).

## Membros
Liderança da FSF:
- Richard Matthew Stallman, Fundador e Presidente.
- John Sullivan, Diretor Executivo.
- Ward Vandewege, Diretor de Tecnologia.

Conselho Administrativo:
- Gerald J. Sussman, Professor de Engenharia Elétrica no MIT.
- Richard Matthew Stallman, fundador e presidente do FSF.
- Geoffrey Knauth, professor de Ciência da Computação na Faculdade de Lycoming.
- Henry Poole, fundador da CivicActions.
- Hal Abelson, Professor de Engenharia Elétrica e Ciência da Computação no MIT.
- Benjamin Mako Hill, Estudante de Doutorado no MIT.
- Bradley M. Kuhn, Diretor Executivo da Freedom Conservancy Software.